# Arena do Futuro
Arena do Futuro foi um recinto desportivo temporário localizado na Barra Olímpica, no Rio de Janeiro, que foi usado para o handebol nas Olimpíadas de 2016 e goalball no Jogos Paralímpicos de Verão de 2016.
Usando conceitos de arquitetura nômade, após o fim das competições, o local foi desmontado e remontado como quatro escolas públicas em diferentes partes do município. Um ano mais tarde, a arena ainda não tinha sido removida devido à falta de recursos por parte das autoridades brasileiras. A demolição da arena começou apenas em 2022.
Em 2024, as 4 escolas construídas utilizando o material da arena foram entregues na cidade do Rio de Janeiro. O Ginásio Educacional Tecnológico (GET) José Mauro de Vasconcelos em Bangu e o GET Emiliano Galdino em Santa Cruz foram entregues em fevereiro de 2024; o GET Nelcy Noronha, no bairro de Campo Grande, foi entregue no mês de março; e o GET Mestre Diego Braga, no Rio das Pedras, foi entregue no mês de maio.